# Den tunna tråden
Den tunna tråden är ett studioalbum av Peter LeMarc, utgivet 2016.

## Låtlista
1. Osynligt bläck
2. Den tunna tråden
3. Söndag över hela världen
4. Den mun jag alltför ofta kysst
5. Nästan lyckliga
6. Re: längesen
7. Kom och gör mej...oh!
8. Du skulle göra det för mej
9. Något närmare än nära
10. Ängel av gem

## Medverkande musiker
- Peter LeMarc - sångare, kompositör, textförfattare
- Josef Kallerdahl - kontrabas
- Erik Nilsson - trummor, slagverk
- Thomas Hallonsten - flygel, vibrafon, elpiano, synt
- Leif Jordansson - guitarra portuguesa, elgitarr, e-bow, vibrafon, klockspel, producent
- Migdal Strings - stråkensemble
- Per Lindholm - producent

## Listplaceringar
| Lista (2016) | Topplacering |
| ------------ | ------------ |
| Sverige      | 2            |

### Fotnoter
1. ↑  ”Den tunna tråden”. Svensk mediedatabas. https://smdb.kb.se/catalog/id/003705582. Läst 14 oktober 2016.
2. ↑  ”Den tunna tråden”. Hitparad. https://hitparad.se/showitem.asp?interpret=Peter+Lemarc&titel=Den+tunna+tr%E5den&cat=a. Läst 14 oktober 2016.